# Petrolia (Ontario)
Petrolia – miejscowość (ang. town) w Kanadzie, w prowincji Ontario, w hrabstwie Lambton.
W latach 50. XIX wieku odkryto tu ropę naftową. Odkrycie miało duże znaczenie dla rozwoju pobliskiego miasta Sarnia – pompy wydobywają ropę do dziś.
Powierzchnia Petrolii to 12,68 km². Według danych spisu powszechnego z roku 2001 Petrolia liczy 4849 mieszkańców (382,41 os./km²).